# Radaslau Astrouski

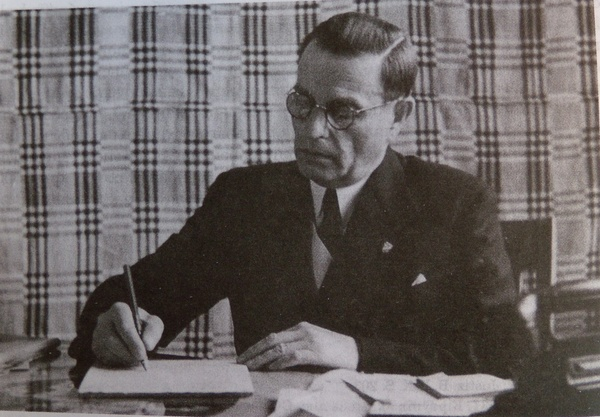
Radaslau Astrouski

Radaslau Astrouski (belarussisch Радаслаў Астроўскі; * 25. Oktober 1887 in Sapolle, Russisches Kaiserreich; † 17. Oktober 1976 in Benton Harbor, USA) war ein nationalistischer belarussischer Politiker und Aktivist. Von 1943 bis 1944 war er Vorsitzender des Weißruthenischen Zentralrats, einer von den deutschen Besatzern eingerichteten Marionettenregierung.

## Leben
Radaslau Astrouski wurde als Einzelkind in eine wohlhabende Familie in Sapolle nahe Sluzk geboren. Während der Russischen Revolution 1905 nahm er an Demonstrationen gegen die zaristische Regierung teil. Er besuchte von 1908 bis 1913 die Staatliche Universität Sankt Petersburg, wo er Mathematik studierte. 1911 wurde Astrouski wegen seiner antizaristischen Aktivitäten verhaftet. Sein Studium beendete er an der Kaiserlichen Universität Dorpat. Ab 1914 unterrichtete er Mathematik an einem Gymnasium in Częstochowa und von 1915 bis 1917 lehrte Astrouski an einem Lehrerinstitut in Minsk. Nach der Februarrevolution wurde er Kommissar der Region Sluzk ernannt und Direktor eines Sluzker Gymnasiums. Dabei führte Astrouski die Verwendung der belarussischen Sprache in den Schulen ein. Im Juni 1917 trat er dem Zentralkomitee der Belarussischen Sozialistischen Hramada bei. Nach der Oktoberrevolution sprach er sich gegen die neuen Machthaber aus und befürwortete die Errichtung eines unabhängigen belarussischen Staates. Im Dezember 1917 war er Teilnehmer des I. Belarussischen Volkskongresses, welche eine Resolution verabschiedete, mit dem Ziel eine Belarussische Volksrepublik zu gründen, in deren Regierung Astrouski Bildungsminister wurde. Astrouski kämpfte in der Armee von Anton Denikin gegen die Bolschewiki und war im November 1920 Teilnehmer des Sluzker Aufstandes. Nach dem Krieg ließ er sich in Vilnius nieder, wo er von 1924 bis 1936 Direktor eines belarussischen Gymnasiums war. Von 1924 bis 1925 war er zudem Präsident der belarussischen Schulgesellschaft und von 1925 bis 1926 Direktor der belarussischen kooperativen Bank. Im Jahr 1926 wurde Astrouski Vizepräsident des Zentralkomitees der Hramada und Mitglied der Kommunistischen Partei von Westbelarus. Bei seiner Verhaftung 1927 bestritt er jedoch Verbindungen zu den Kommunisten. Ab 1928 unterstützte er eine Zusammenarbeit mit der polnischen Regierung und war Abgeordneter des Sejm. 1930 gründete Astrouski zusammen mit anderen Personen die Zentrale Union für Belarussische Kulturelle und Ökonomische Organisationen. Später unterrichtete er Mathematik an einer Schule in Łódź.

### Zweiter Weltkrieg

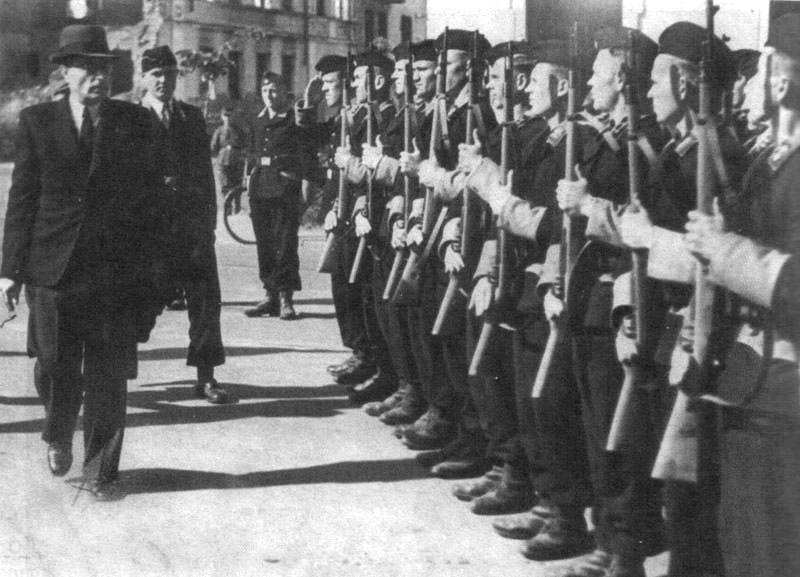
Astrouski bei der Inspektion weißrussischer Hilfspolizisten in Minsk

1940 wurde Astrouski Präsident des Belarussischen Komitees in Łódź und stellte als solcher Kontakte mit dem Deutschen Reich her. Zwischen Herbst 1941 und Herbst 1943 amtierte er als Bürgermeister der Städte Smolensk, Brjansk und Mahiljou.
Am 21. Dezember 1943 wurde Astrouski zum Präsidenten des Weißruthenischen Zentralrats ernannt, dem jedoch kaum legislative oder exekutive Funktionen zustanden, er war lediglich für die Umsetzung der Politik der Besatzer zuständig. Astrouski und seine Gefolgsleute traten für die Vernichtung der Juden ein, hatten aber verhältnismäßig wenig mit der Ausführung der Massenmorde zu tun. Ihr Hauptbeitrag zu den deutschen Kriegsanstrengungen, die Rekrutierung von Weißrussen für die SS, wurde 1944 erbracht, lange nachdem die Juden getötet worden waren. Im Juni 1944 organisierte Astrouski den II. Weißrussischen Volkskongress, auf dem mit deutscher Zustimmung ein belarussischer Staat proklamiert wurde. In seiner Amtszeit wagte es Astrouski, auch Kritik an der Besatzungsmacht auszuüben. So beklagte er in einer Rede auf einer Versammlung in Baranawitschy, dass die Deutschen, insbesondere die Mitarbeiter der Handels- und Landwirtschaftsorganisationen, söffen, sich mit polnischen Frauen umgäben und ein Verhalten an den Tag legten, das geeignet sei, die Bevölkerung gegen sie aufzubringen. Er forderte einen Forderungskatalog auszuarbeiten, der dann den Deutschen präsentiert werden sollte. Ähnlich negativ äußerte sich Astrouski gegenüber den Führerinnen des Weißruthenischen Jugendwerks. Trotz dieser Kritikpunkte kam es nie zu einem vollständigen Bruch mit der Besatzungsmacht, und Astrouski hielt sein Amt als Präsident bis zum Ende des Krieges inne.

### Exil
Nach dem Krieg flüchtete Astrouski zunächst nach Deutschland. Er hielt sich in einem Auswandererlager in Hannover-Buchholz auf. Ende Oktober und Anfang November 1950 wanderte er zu seiner Tochter nach Argentinien aus. Später kehrte er nach Deutschland zurück und bewohnte das Haus Volksgartenstraße 1 in Langenfeld. Am 25. März 1948 beschloss Astrouski eine Neugründung des Weißruthenischen Zentralrats als Exilregierung und es entwickelte sich ein Konflikt mit der Rada BNR, die ebenfalls den Anspruch erhob, die belarussische Nation zu repräsentieren. Zudem war er Mitglied des Zentralkomitees des Anti-Bolshevik Bloc of Nations und wäre beinahe Vizepräsident der Organisation geworden. Im Exil bot Astrouski seine Zusammenarbeit mit der CIA an. 1956 wanderte er in die Vereinigten Staaten aus und beteiligte sich weiterhin an der weißrussischen Exilgemeinde im Ort South River, New Jersey. Astrouski verstarb am 17. Oktober 1976 in Benton Harbor in Michigan und ist auf dem Friedhof der St Euphrosynia Belarusian Greek Orthodox Church in South River beigesetzt.
Astrouski war verheiratet und hatte eine Tochter, Melina, sowie einen Sohn, Wiktor.